# 16. zongoraverseny (Mozart)
Wolfgang Amadeus Mozart 16., D-dúr zongoraversenye a Köchel-jegyzékben 451 szám alatt szerepel.

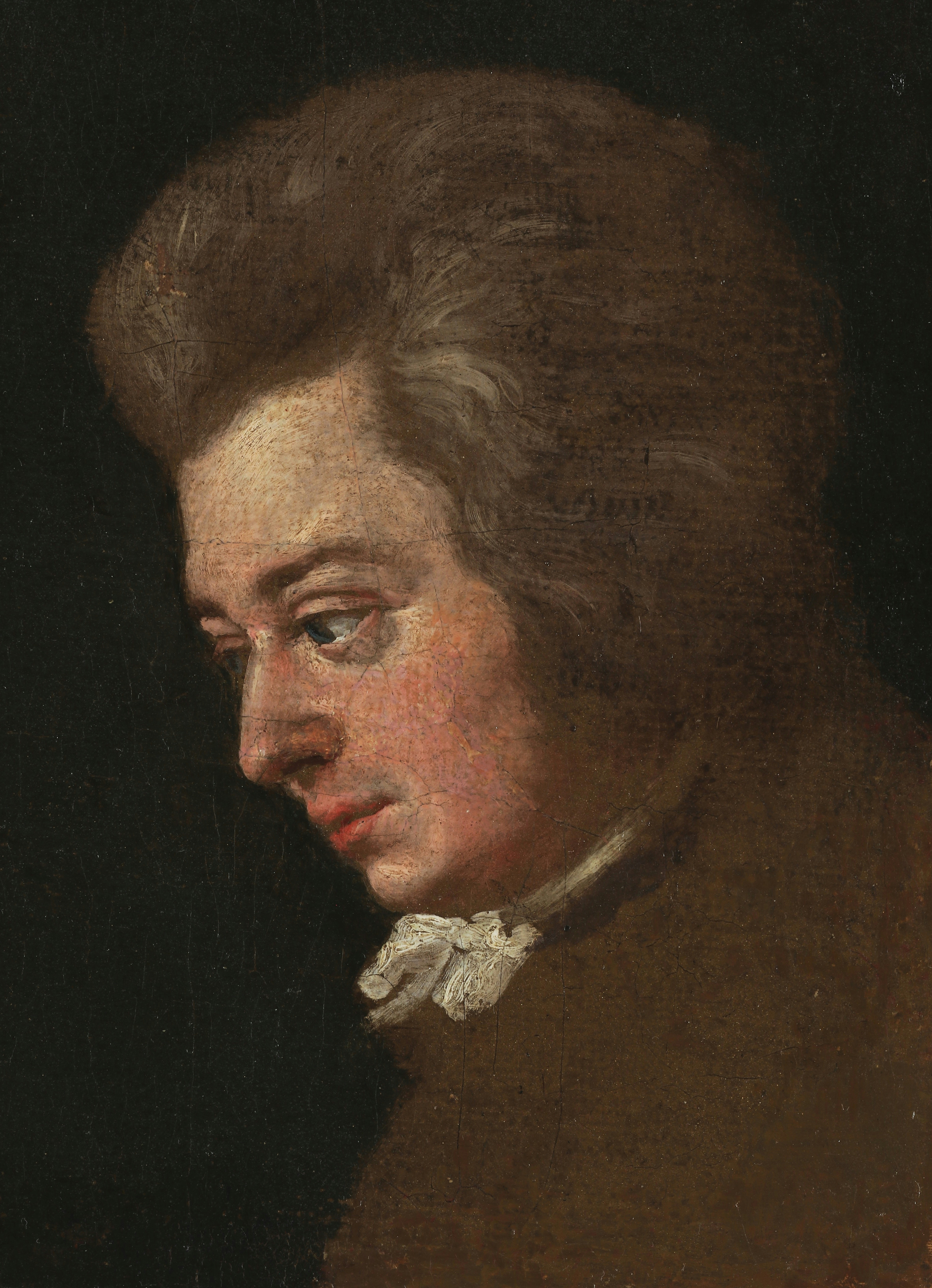

## Keletkezése, története
Mozart a zongoraversenyt 1784. március 22-én fejezte be, akadémiáira írta, Bécsben a Burgtheaterben és a Trattnerhofban maga adta elő, kimagasló sikerrel. Akadémiái Bécsben művészi és társadalmi eseményszámba mentek. Apjának írt levelében a 15. zongoraversennyel (K. 450) hasonlítva a 16-ikat, az előbbit nehezebbnek vélte.

## Szerkezete, jellemzői
A mű a partitúra szerint zongorára, fuvolára, két oboára, két basszetkürtre, két kürtre, két trombitára, üstdobra és vonósokra íródott. A D-dúr hangnem fényes jellegének megfelelően Mozart a zenekart a trombitákkal és a dobokkal bővítette ki.
Tételei:
1. Allegro assai
2. Andante (G-dúrban)
3. Allegro di molto

Az első tétel a francia koncertek katonás jellegét veszi át határozott indulótémájával. A lassú tétel érzékenyen egymásba simuló kis-szekund lépésekből bontakozik ki. A zárótétel ismét pezsgő operafinalé hangulatot teremt.

## Ismertség, előadási gyakoriság
Hangversenyen, hanglemezen, vagy elektronikus médiákban viszonylag gyakrabban hallgatható darab. 2006-ban, a Mozart-év kapcsán a Magyar Rádió Bartók Rádiójának Mozart összes művét bemutató sorozatában hallható volt, a zongoraszólamot Alfred Brendel játszotta, a St. Martin-in-the-Fields Kamarazenekart Neville Marriner vezényelte.